# جوزف جهله
جوزف جهله (انگلیسی: Joseph Jehle; ۱ ژانویهٔ ۱۸۸۵ – تاریخ ورودی نامعتبر است) ورزشکار ورزش تیراندازی اهل سوئیس بود.
وی در مسابقات کشوری و بین‌المللی در مجموع برندهٔ ۲ مدال برنز شده‌است.